# بییاریسو
بییاریسو (به اسپانیایی: Villariezo) یک شهرستان در اسپانیا است که در استان بورگس واقع شده‌است.

## خصوصیات
بییاریسو ۱۰ کیلومترمربع مساحت و ۳۷۰ نفر جمعیت دارد.